# Skrovite slike
Skrovite slike prikazuju vrstu optičke iluzije. Na tim iluzionističkim slikama promatrač ima mentalni izbor dvaju tumačenja slike: primjerice može vidjeti glavu ili krajolik, glave ili objekte, glave ili arhitekturu itd.
Dvije različite stvari imaju sličan izgled. Crtama ili bojama umjetnik stvara slike s dvostrukim značenjem. Oboje su valjane, ali promatrač vrlo često ne može vidjeti oba tumačenja istovremeno.

## Povijest
Skrovite slike nastale su kasnom srednjem vijeku. Umjetnik je na taj način mogao grafički prikazati pritužbu ili satirička pretjerivanja, bez neposrednog straha od moguće kazne. 
Slike su se rabile u tom smislu, ali i često radi zabave. Franz Kafka je napisao u svom dnevniku 1911. Skriveno u skrovitim slikama je jasno i nevidljivo. Jasno za onoga koji je pronašao, a ne vidljivo za onoga koji ne zna da postoji nešto što treba tražiti.

## Vanjske poveznice
- | Logotip Zajedničkog poslužitelja | Zajednički poslužitelj ima još gradiva o temi Vexierbilder |
- | Logotip Zajedničkog poslužitelja | Zajednički poslužitelj ima još gradiva o temi Rätselbilder |